# Keuruu
Keuruu (Keuru en sueco) es una ciudad y municipio de Finlandia ubicado en la región de Finlandia Central.
En 2022, en un área de 1430,57 km², el municipio tenía una población de 9252 habitantes, de los que seis mil vivían en la propia ciudad.
Se fundó en 1652 y se convirtió en ciudad en 1986. En Keuruu está el regimiento de pioneros, unidad del Ejército finlandés.
Se ubica en la costa septentrional del lago Keurusselkä, unos 50 km al oeste de Jyväskylä sobre la carretera 23 que lleva a Pori.